# Lisa Schulte
Lisa Schulte (* 13. Dezember 2000 in Regensburg, Oberpfalz) ist eine österreichische Rennrodlerin.

## Leben
Ihr Weltcupdebüt feierte Schulte in der Saison 2018/19 beim Weltcup in Königssee. Sie erreichte in der Einzeldisziplin einen siebten Platz. In der Weltcupgesamtwertung wurde sie 30.
In der Saison 2019/20 wurde Schulte bereits beim ersten Weltcup auf ihrer Heimbahn in Igls eingesetzt. Nach dem ersten Durchgang führte sie überraschend und wurde nach einem Fahrfehler im zweiten Durchgang Sechste. Sie wurde daraufhin in der Teamstaffel eingesetzt und erreichte den zweiten Platz, ihre erste Podiumsplatzierung im Weltcup. Es folgten Einsätze bei den Weltcups in Altenberg, Oberhof und am Königsee. An das gute Ergebnis in Igls konnte sie nicht mehr anknüpfen, ein zwölfter Platz in Königssee war ihr bestes Ergebnis. In der Weltcupgesamtwertung konnte sie sich leicht verbessern und wurde 26.
Regelmäßig zum Einsatz kam Schulte in der Saison 2020/21. Dort startete sie bei allen Weltcupstationen und erreichte als bestes Ergebnis einen sechsten Platz in Igls. Bei den Weltmeisterschaften 2021 am Königssee gewann sie in der U23-Wertung die Silbermedaille und musste sich nur Anna Berreiter geschlagen geben. In der Weltcupgesamtwertung konnte sich Schulte erneut verbessern und wurde Elfte und damit zweitbeste Österreicherin hinter Madeleine Egle. Damit schaffte sie in dieser Saison den Sprung in die erweiterte Weltspitze.
Im ersten Rennen der Saison 2021/22 in Yanqing belegte sie den dritten Platz und stand erstmals in ihrer Karriere im Einzel auf dem Podest.
Bei den Rennrodel-Weltmeisterschaften 2024 in Altenberg gewann sie den Titel im Einsitzer.
Ihr Bruder Bastian ist ebenfalls Rennrodler.